# Хайдеман, Гюнтер
Гюнтер Хайдеман (нем. Günther Heidemann, 21 октября 1932 Берлин, Германия — 15 марта 2010, Берлин, Германия) — западногерманский боксёр, обладатель бронзовой медали на Олимпийских играх 1952 года в Хельсинки в полусреднем весе.
В 1950 году, в возрасте 18 лет, впервые стал чемпионом Берлина в легком весе. Этот титул он завоевал в 1951, 1952, 1954 и 1955 гг. в 1-м и 2-м полусреднем весах. 
В 1952 году становится чемпионом ФРГ во втором полусреднем весе, на Олимпийских играх в Хельсинки (1952) выигрывает бронзовую медаль в той же весовой категории. В 1955 г. вновь побеждает на чемпионате ФРГ, но на берлинском континентальном первенстве того же года выступил неудачно, проиграв во втором раунде будущему чемпиону — британцу Николасу Гаргано.
В 1956 году заканчивает карьеру и долгое время работает тренером в клубе Neuköllner Sportfreunde.